# 조지 허버트 미드

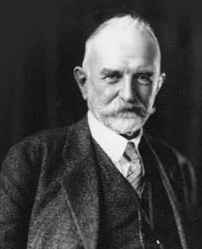
조지 허버트 미드

조지 허버트 미드(George Herbert Mead, 1863년 2월 27일 ~ 1931년 4월 26일)는 미국의 사회학자이다.

## 생애
오국린 대학과 하버드 대학교에서 공부하였으며 미시간 대학과 시카고 대학에서 철학과 심리학을 강의하였다. 그는 1894년부터 존 듀이와 함께 시카고 대학에서 시카고의 다양한 사회적 정치적인 활동을 하였다.

## 사회학에서의 업적
사회심리학에서 미드의 중요한 업적은 타인들과의 상호관계를 통하여 어떻게 자의식이 발생하는가를 보여주려는 시도이다. 그는 특히 언어가 이러한 상호관계에 중심역할을 한다고 생각하였으며 상징적 상호작용론에 큰 영향을 주었다. 아이들은 언어를 통하여 타인의 역할을 받아들일 수 있고, 그 효과를 바탕으로 자신의 행동을 지도하고 자신의 생각된 행동이 타인에게 영향을 미친다는 관점에서 언어가 행동을 지도한다는 것이다.
미드는 이를 설명하기 위해 행동의 주체인 '주체아(I)' 와 타인의 반응으로 이루어진 '객체아(Me)' 사이의 상호작용을 설명하려 시도하였다. 그는 알버트 아인슈타인의 상대성이론의 영향을 받았으며, 그가 제시한 개념인 '도출(emergence)'은 사물의 속성이 객관적 속성으로 도출되지만 이것은 특정한 환경에 의해서만 가능하다는 것이다.

## 저서
- 현재의 철학 1932년
- 마음, 자기 그리고 사회 1934년
- 19세전반의 움직임들 1936년
- 행위의 철학 1938년

## 같이 보기
- 존 듀이